# Уайт, Лавель
Лилия Лавель Уайт (англ. Lillia Lavell White), сценическое имя Лавель Уайт (англ. Lavelle White), также известна под псевдонимами Мисс Ла-Велль и Лили Филдс; род. 3 июля 1929, Амит, Луизиана, США) — американская блюзовая певица, автор песен. Номинант Blues Music Awards в номинациях «Исполнительница блюза» (1995), «Исполнительница соул-блюза» (1995—1999, 2004), «Альбом соул-блюза» (1995), «Исполнительница традиционного блюза» — Премия Коко Тейлор (2014) .

## Биография
Лавель Уайт родилась в 1929 году по большинству источников в Амите, Луизиана  (сама она утверждает что родилась в Джексоне, Миссисипи) и росла в разных местах, в том числе, в Луизиане ) в семье издольщиков. В возрасте 12 лет начала писать стихи, что привело её к написанию текстов песен и затем к их исполнению в стиле госпел. В 15 лет Лавель Уайт переехала в Хьюстон к старшему брату, работала официанткой и стала выступать в местных клубах в паре с гитаристом Кларенсом Холлимоном. Так продолжалось в течение почти 15 лет, пока её не заметил Джонни Коупленд и не порекомендовал Дону Роби, владельцу Duke и Peacock Records. Под псевдонимом Мисс Ла-Велль она записала 14 треков и выпустила несколько синглов между 1958 и 1964 годами, включая «If I Could Be with You», «Just Look at You Fool», «Stop These Teardrops» и «The Tide of Love».  Большую часть песен она написала сама; также она является соавтором хита 1960 года Бобби Блу Блэнда, хотя соавторство было приписано Дону Роби. В 1960 году она провела гастроли по США. Синглы большого успеха не достигли, и до середины 1970-х певица продолжала выступать на местном уровне, деля сцену с такими музыкантами как  Сэм Кук, Отис Реддинг, Джуниор Паркер, Арета Франклин и Джерри Батлер. В 1978 году Уайт переехала в Чикаго, где продолжила выступать в клубах, работая вместе с Джуниором Уэллсом, Лонни Бруксом и Бадди Гаем. В 1986 году вернулась в Хьюстон, где некоторое время выступала даже получив титул лучшего блюзового артиста Хьюстона, затем вернулась в Чикаго, где пела в клубе Kingston Mines. В 1993 году перебралась в Остин, и стала выступать там. Владелец блюзового клуба Клиффорд Энтони предложил ей возможность записать полноценный альбом. 
Первый альбом певица записала и выпустила лишь в 1994 году, в 65-летнем возрасте. После его выхода она была приглашена на фестивали блюза в Сан-Франциско и Хьюстоне, в 1995 году была номинирована на Blues Music Awards сразу в трёх номинациях: «Альбом соул-блюза», «Исполнительница соул-блюза» и «Исполнительница блюза» вообще. Второй альбом певицы вышел в 1997 году. Примечательно, что в обоих альбомах на гитаре играл её старый друг Кларенс Холлимон, с которым она начала карьеру в середине 1940-х годов в Хьюстоне. Третий и по состоянию на 2024 год, последний альбом певицы вышел в 2003 году: «С Into The Mystic, мисс Лавель (как ее называют) подает восхитительный шведский стол из R&B, госпела, фанка и даже кантри, на котором она сочетает вечные хиты, которые она исполняет, с соул-песнями собственного сочинения» 
Живёт в Остине. По состоянию на 2019 год продолжала регулярно петь, выступая трижды в неделю на различных площадках Остина. Свой 95-й день рождения отметила в Центре сестринского ухода и реабилитации West Oaks, выступив вживую перед публикой. «Она все еще может петь, она пела во весь голос», — сказала Нэнси Коплин, вице-президент организации Housing Opportunities for Musicians and Entertainers (HOME) .  
В 2018 году удостоена Lifetime Achievement от Austin Blues Society. Член Зала славы музыки Техаса. Удостоена во Франции трёх престижных наград: премии Otis Redding Award от Академии джаза, премии Big Bill Broonzy Award и премии Charles Cross Award, вручаемой Президентом Франции . 
О её выступлении в 2019 году писали: «Уайт смотрит в пол в течение нескольких тактов, подпрыгивая ногой в такт, когда группа начинает „I’ve Never Found a Man to Love“, женскую версию хита Эла Грина. Затем она выпрямляет спину, поднимает подбородок, закрывает глаза и открывает рот, чтобы выпустить звук с такой душевностью, как будто она излучает его из центра Земли» . Играющий с певицей саксофонист Марк Казанофф сказал, что: «Она звучит лучше, чем когда-либо, её диапазон остался прежним, а представление, передача эмоций заставляют завидовать».
«Мисс Лавель Уайт — живое доказательство того, что быть старше — не значит быть неактуальным и не является показателем способностей. Послушайте ее музыку, и вы обнаружите, что ее богатый вокал перенесет вас, покачиваясь в такт. Перенесет куда? В место самоанализа любви, душевной боли и, конечно же, блюза» .

## Дискография
| Год  | Название             | Лейбл                 |
| ---- | -------------------- | --------------------- |
| 1994 | Miss Lavelle         | Antone's Record Label |
| 1997 | It Haven't Been Easy | Texas Music Group     |
| 2003 | Into the Mystic      | Antone's Record Label |